# Encephalartos ferox
Espèce
Synonymes
- Encephalartos kosiensis Hutch.

Statut de conservation UICN

 NT  : Quasi menacé
Statut CITES
Encephalartos ferox est une espèce de plantes appartenant à la famille des Zamiaceae. On trouve cette plante épineuse naturellement sur la côte sud-orientale de l'Afrique où elle est consommée, mais elle est cultivée aussi ailleurs, comme plante ornementale dans les régions suffisamment chaudes.

## Caractéristiques
Plus petit que celui des Cycas, le tronc peut atteindre 35 cm de diamètre.

## Habitat
On le trouve le long de la côte sud du Mozambique et dans le nord de Natal et on peut le trouver très près de l'océan sur les plages de sable blanc, il pousse souvent à proximité d'autres végétaux sur les dunes de sable. On le trouve également dans les forêts de conifères. Son habitat préféré est les régions très humides en été et où les précipitations peuvent varier de 1000mm à 1250mm par an. Le climat doit être doux en hiver et il n'est pas sûr qu'il supporte le gel.

## Classification
Son épithète spécifique vient du mot latin féroce, vraisemblablement à cause des épines qui bordent les feuilles de la plante.
L'espèce a été décrite pour la première fois en 1851, à partir de matériel recueilli au Mozambique. Après avoir observé du matériel trouvé au Natal, en Afrique du Sud, il a été redécrit comme Encephalartos kosiensis Hutch., mais après avoir regardé de plus près le matériel, le nom original a été conservé, et le deuxième n'est plus utilisé.

## Utilisation par l'homme
Cette plante est utilisée par la population locale pour ses réserves en amidon.
Elle est considérée comme étant l'une des Cycadales cultivées les plus populaires.

## Galerie

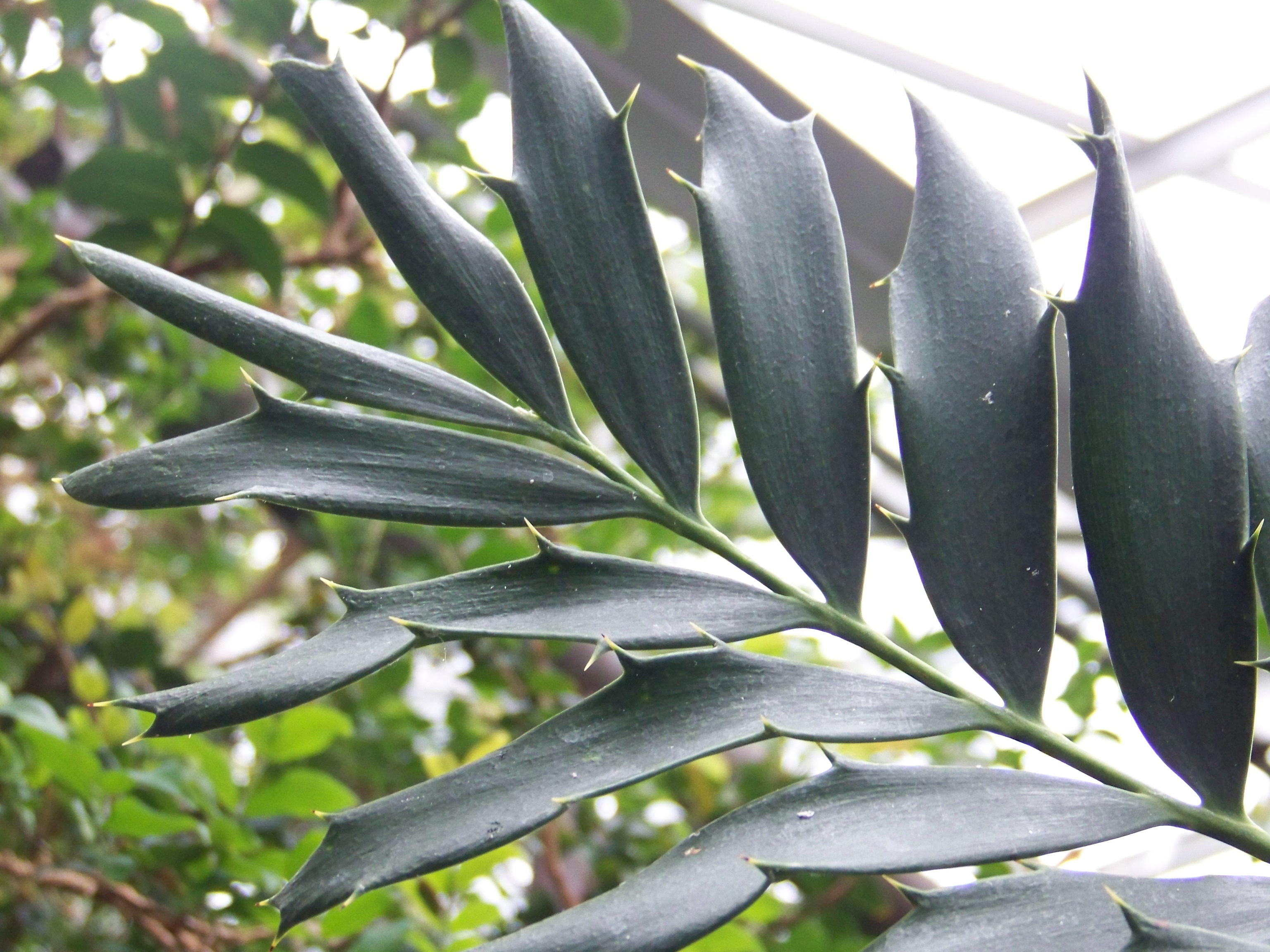
Les feuilles piquantes.
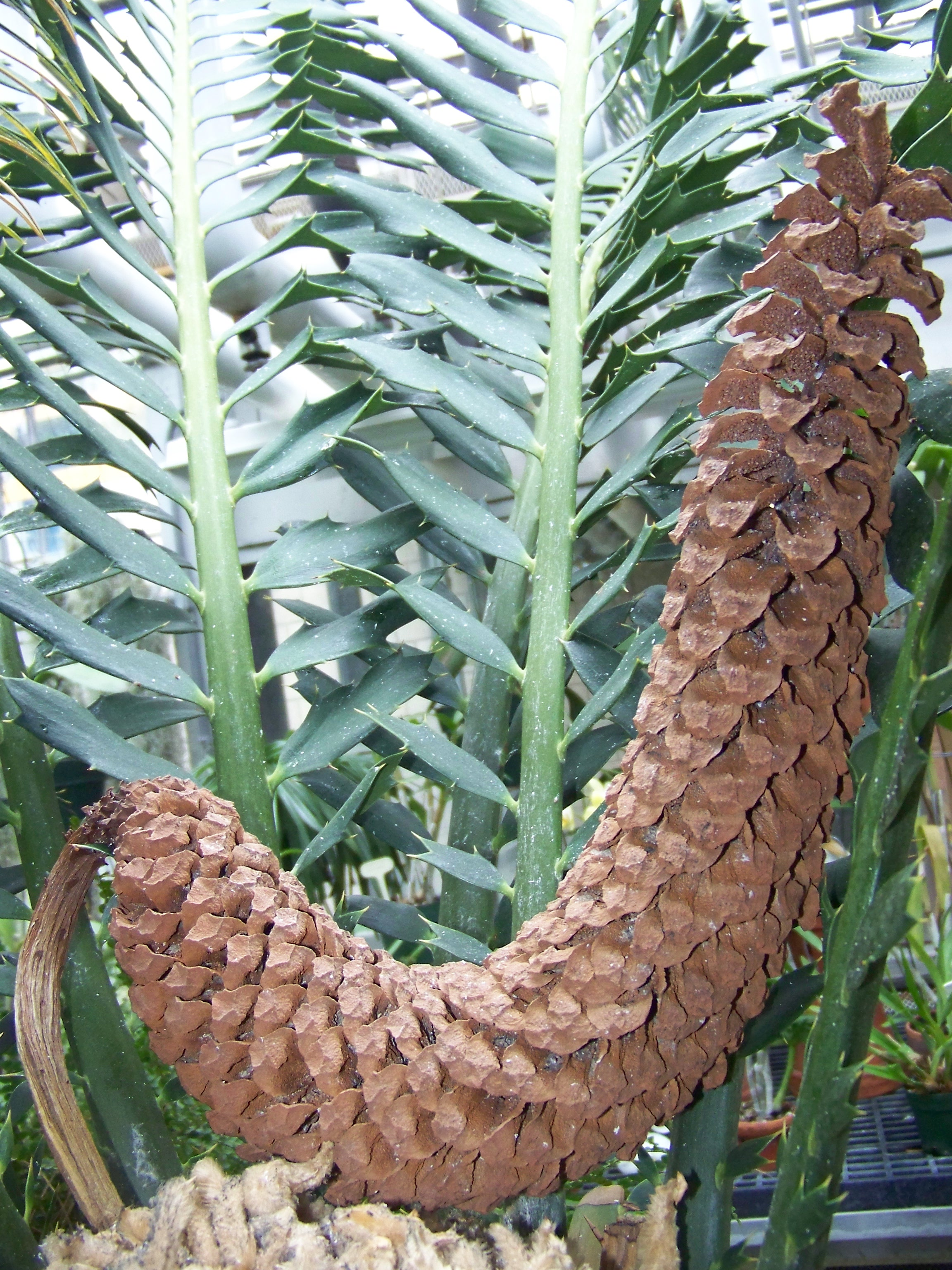
Cone mâle.
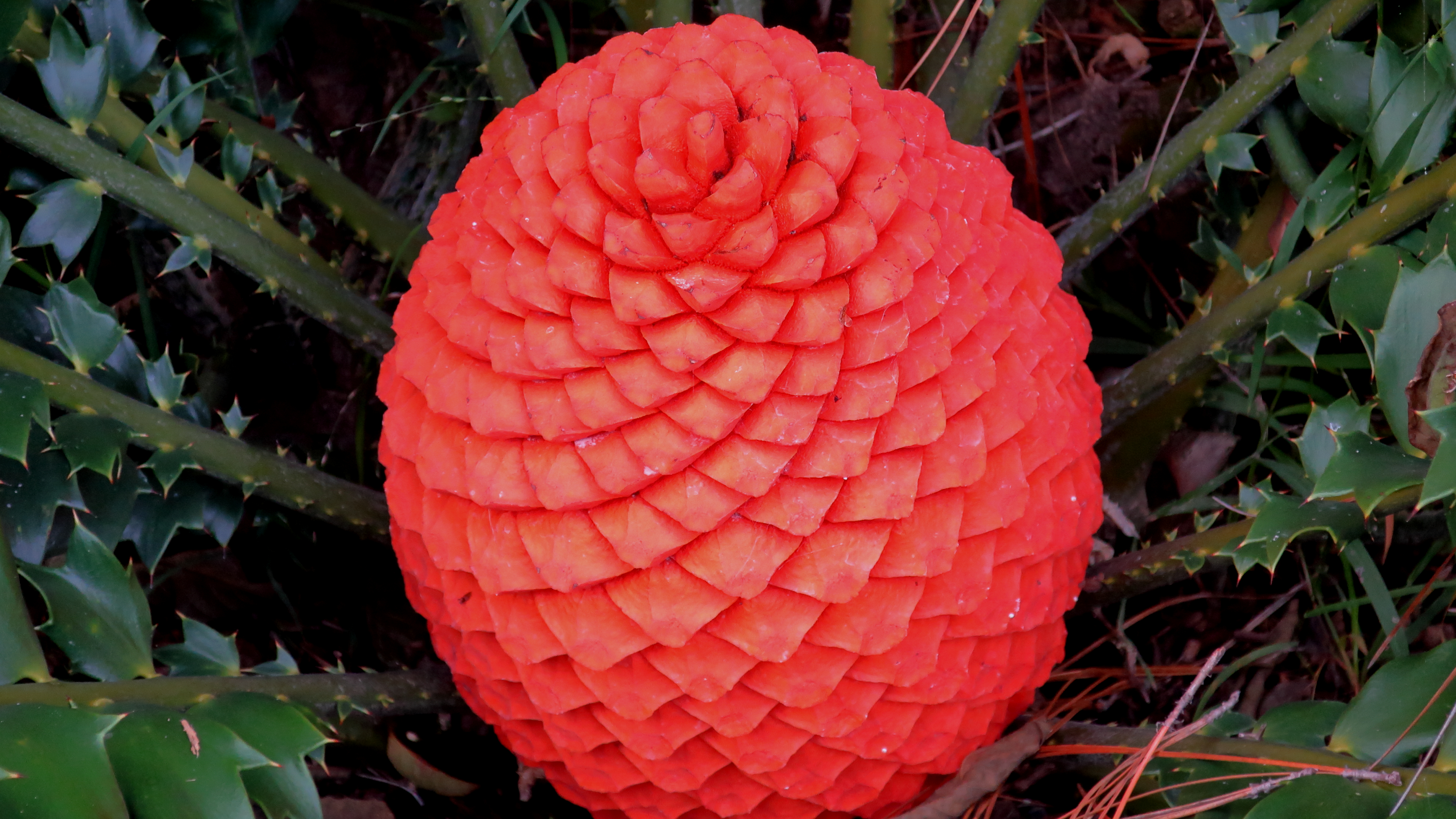
Encephalartos ferox du jardin botanique de San Diego.